# Riodolas
Riodolas (llamada oficialmente Santa María de Riodolas) es una parroquia y un lugar español del municipio de Carballeda de Valdeorras, en la provincia de Orense, Galicia.

## Organización territorial
La parroquia está formada por una entidad de población:
- Riodolas

## Demografía
Gráfica demográfica del lugar y parroquia de Riodolas según el INE español:
| Gráfica de evolución demográfica de Riodolas entre 2000 y 2022 |
|                                                                |
| Datos según el nomenclátor publicado por el INE.               |